# L-metilfolato
O ácido levomefólico (DCI, também conhecido como L-5-MTHF, L-metilfolato e L-5-metiltetrahidrofolato e (6S)-5-metiltetrahidrofolato e (6S)-5-MTHF) é a principal forma biologicamente ativa de folato usado no nível celular para a reprodução do DNA, no ciclo da cisteína e na regulação da homocisteína. É também a forma encontrada na circulação sanguínea e transportada através das membranas para os tecidos, além de atravessar a barreira hematoencefálica. Na célula, o L-metilfolato é utilizado na metilação da homocisteína para formar metionina e tetrahidrofolato (THF). O THF é o aceptor imediato de uma unidade de carbono para a síntese de timidina-DNA, purinas (RNA e DNA) e metionina. A forma não metilada, o ácido fólico (vitamina B9), é uma forma sintética do folato e deve sofrer redução enzimática pela dihidrofolato redutase (DHFR) para se tornar biologicamente ativa.
É sintetizado nas células absortivas do intestino delgado a partir do folato dietético poliglutamilado. É um derivado metilado do tetrahidrofolato.
O ácido levomefólico é gerado pela metilenotetrahidrofolato redutase (MTHFR) a partir do 5,10-metilenotetrahidrofolato (MTHF) e usado para reciclar a homocisteína de volta à metionina pela metionina sintase (MS).
O L-metilfolato é solúvel em água e excretado principalmente pelos rins. Em um estudo com 21 indivíduos com doença arterial coronariana, os níveis plasmáticos máximos foram alcançados em uma a três horas após a administração oral ou parenteral. Verificou-se que as concentrações máximas eram mais de sete vezes superiores às do ácido fólico (129 ng /ml vs. 14,1 ng/ml).

## Usos médicos

### Transtorno depressivo maior
A pesquisa sugere que o ácido levomefólico (L-metilfolato) tomado com um antidepressivo de primeira linha fornece um efeito antidepressivo adjuvante modesto para indivíduos que não respondem aos antidepressivos ou têm apenas uma resposta terapêutica parcial a medicamentos SSRI ou SNRI, e pode ser um agente adjuvante mais econômico do que os antipsicóticos de segunda geração.

### Doenças cardiovasculares e câncer
O ácido levomefólico (e ácido fólico por sua vez) foi proposto para o tratamento de doenças cardiovasculares e cânceres avançados, como câncer de mama e colorretal. Ele ignora várias etapas metabólicas do corpo e liga melhor a timidilato sintase com FdUMP, um metabólito da droga fluorouracil.

## Formulações
O levomefolato de cálcio, um sal de cálcio do ácido levomefólico, é vendido sob a marca Metafolin e incorporado ao Deplin. O levomefolato de magnésio é um sal de magnésio do ácido levomefólico, fabricado como DeltaFolate, um ingrediente principal do EnLyte. No Brasil, é vendido com o nome Ofolato, pela Cosmed.

## Problemas de Patente
Em março de 2012, Merck & Cie da Suíça, Pamlab LLC (fabricante de Metanx e Cerefolin, Neevo DHA e Deplin) e South Alabama Medical Science Foundation (SAMSF) (os autores) apresentaram uma queixa no Tribunal Distrital dos Estados Unidos para o Distrito Leste do Texas contra quatro réus: Macoven Pharmaceuticals (propriedade da Pernix Therapeutics), Gnosis SpA da Itália, Gnosis USA e Gnosis Bioresearch Suíça. Os acusadores alegaram que os réus infringiram várias das patentes dos demandantes. Os produtos Macoven nomeados no processo são: "Vitaciric-B", "ALZ-NAC", "PNV DHA" e L-metilfolato de cálcio (levomefolato de cálcio).
Em setembro de 2012, os mesmos três acusadores apresentaram uma queixa solicitando que a Comissão de Comércio Internacional iniciasse um processo de investigação dos mesmos quatro réus (19 U.S.C. § 1337). A denúncia afirma que o "Extrafolic-S" da Gnosis e os produtos feitos a partir dele infringem três de suas patentes: US 5997915, US 6673381, e US 7172778.

## Metabolismo

Metabolismo da MTHFR: ciclo do folato, ciclo da metionina, transsulfuração e hiper- homocisteinemia. 5-MTHF: 5-metiltetrahidrofolato; 5,10-metiltetrahidrofolato; BAX: proteína X associada a Bcl-2; BHMT: betaína-homocisteína S-metiltransferase; CBS: cistationina beta sintase; CGL: cistationina gama-liase; DHF: dihidrofolato (vitamina B9); DMG: dimetilglicina; dTMP: monofosfato de timidina; dUMP: monofosfato de desoxiuridina; FAD^{+} flavina adenina dicucleótido; FTHF: 10-formiltetrahidrofolato; MS: metionina sintase; MTHFR: metilenotetrahidrofolato redutase; SAH: S-adenosil-L-homocisteína; MESMO: S-adenosil-L-metionina; THF: tetrahidrofolato. Conteúdo em inglês, da wikipedia en.